# Dew Sharman
Dewanchandrebhose (Dew) Sharman (20 februari 1965) is een Surinaams arts en politicus. Hij is lid van de De Nationale Assemblée voor de Vooruitstrevende Hervormings Partij (VHP). Hij is lid van De Nationale Assemblée (DNA) sinds hij in 2015 met voorkeurstemmen in het district Paramaribo werd gekozen.

## Biografie
Sharman is geboren en getogen in Paradise in Nickerie. Hij is een arts bij de Regionale Gezondheidsdienst (RGD).
Hij deed aan de parlementsverkiezingen van 2010 mee op de lijst van Nieuw Front, de coalitie waar zijn partij VHP deel van uitmaakte. Hij deed mee als lijstduwer en verving toen de ondernemer Edmund Kasimbeg op deze positie. Hij werd toen niet gekozen. Tijdens de bestuursverkiezing van de VHP in 2011 kon de keuze gemaakt worden uit Chan Santokhi en de Vernieuwingsbeweging van Bholanath Narain; Sharman kandideerde op de tweede lijst als ondervoorzitter. Het voorzitterschap ging toen naar Santokhi.
Sharman groeide ook op met andere bevolkingsgroepen dan Hindoestanen, onder wie creolen en Javanen. Hij is ervan overtuigd dat etnische politiekvoering dodelijk is voor Suriname en daarom ook voor de VHP. Sinds de leiding rond 2011 werd overgenomen door een nieuwe generatie heeft de VHP volgens Sharman daarmee afgerekend. De VHP was voorheen een Hindoestaanse partij en niet op andere bevolkingsgroepen gericht.
Bij de parlementsverkiezingen van 2015 deed de VHP mee in de coalitie V7. Ook toen had hij met nummer 16 een lage notering. Mede dankzij een oproep van partijleider Santokhi werd hij als enige van V7 met voorkeurstemmen gekozen. Hij verkreeg ruim 12.000 stemmen achter zich, de meeste voorkeursstemmen op Desi Bouterse na die bijna 35.000 verwierf. Hij en mede-parlementslid Krishna Mathoera bleven weg bij de stemming over Bouterse als president. Hiermee wilden zij een signaal afgeven dat "Bouterse als kandidaat niet volledig wordt gedragen door de samenleving."
Tijdens de verkiezingen van 2020 was hij verkiesbaar voor de VHP in Paramaribo en werd hij herkozen in DNA. Hij werd gekozen en op 29 juni  geïnstalleerd. Op dezelfde dag werd hij door De Nationale Assemblée gekozen tot ondervoorzitter. Tijdens de verkiezingen van 2025 werd hij op nummer 6 van de lijst van de VHP opnieuw voor vijf jaar gekozen.